# Kiril Stankov
Kiril Stankov Hristov (en bulgare : Кирил Станков Христов), né le 20 mai 1949 à Sofia et mort le 7 mai 1992 dans la même ville est un footballeur international bulgare. Il évoluait au poste de défenseur.

## Biographie

### En club
Kiril Stankov est joueur du CSKA Sofia de 1967 à 1977,,.
Il est sacré Champion de Bulgarie à six reprises et remporte quatre Coupes nationales.
En compétitions européennes, il dispute au total 12 matchs pour 2 buts inscrits en Coupe des clubs champions et 3 matchs en Coupe des vainqueurs de coupe.

### En équipe nationale
International bulgare, il reçoit 12 sélections pour aucun but marqué en équipe de Bulgarie entre 1968 et 1976,.
Son premier match a lieu le 2 octobre 1968 contre le Ghana en amical (victoire 10-0).
Stankov fait partie de l'équipe de Bulgarie médaillée d'argent aux Jeux olympiques 1968. Il dispute trois matchs lors de la compétition dont la finale contre la Hongrie,.
Il dispute son dernier match en sélection  le 9 octobre 1976 contre la France lors d'un match des qualifications pour la Coupe du monde 1978 (match nul 2-2).

## Palmarès
| CSKA Sofia - Championnat de Bulgarie (6) : - Champion : 1968-69, 1970-71, 1971-72, 1972-73, 1974-75 et 1975-76. - Coupe de Bulgarie (4) : - Vainqueur : 1968-69, 1971-72, 1972-73 et 1973-74. |  | Bulgarie - Jeux olympiques : - Argent : 1968. |